# Lonpo
Lonpo o Loi Ai (birmà Lwe-e) és un petit estat subsidiari de Yawnghwe dins els Estats Shans de l'Estat Shan de Myanmar, a la regió de Myelat a la divisió administrativa dels Estats Shans del Sud. La capital era d'uns 500 km² i limitava al nord amb Hsamonghkam; a l'est amb Hsihkip (Tigit) i amb Namhkai (dos estats també dependents de Yawnghwe), i a l'oest amb el districte de Yamethin de l'Alta Birmània; la part occidental és muntanyosa i regada per diversos afluents del riu Palaung; en canvi la part oriental està al peu de les muntanyes i regada pel Nam Pilu. La població el 1901 era de 5.442 habitants reoartits en 70 pobles; més de 4000 habitants eren taungthus, i la resta danus, karens i xans. Els ingressos s'estimaven el 1905 en 5300 rúpies i pagava un tribut de 3.000 rúpies al govern britànic.
La capital és Lonpo (249 habitants el 1901) que dona ara nom al territori, però abans el nom Loi Ai o Long-ai era preferent.